# Grässjön (Sunnemo socken, Värmland)
Grässjön är en sjö i Hagfors kommun i Värmland och ingår i Göta älvs huvudavrinningsområde. Sjön är 48 meter djup, har en yta på 4,6 kvadratkilometer och är belägen 123 meter över havet. Sjön avvattnas av vattendraget Svartån (Älgsjöbäcken). Vid provfiske har bland annat abborre, braxen, gers och gädda fångats i sjön.

## Delavrinningsområde
Grässjön ingår i det delavrinningsområde (663899-138366) som SMHI kallar för Utloppet av Grässjön. Medelhöjden är 191 meter över havet och ytan är 26,87 kvadratkilometer. Räknas de 15 avrinningsområdena uppströms in blir den ackumulerade arean 219,79 kvadratkilometer. Svartån (Älgsjöbäcken) som avvattnar avrinningsområdet har biflödesordning 3, vilket innebär att vattnet flödar genom totalt 3 vattendrag innan det når havet efter 354 kilometer. Avrinningsområdet består mestadels av skog (65 procent) och jordbruk (10 procent). Avrinningsområdet har 4,6 kvadratkilometer vattenytor vilket ger det en sjöprocent på 17,1 procent.

## Fisk
Vid provfiske har följande fisk fångats i sjön:
- Abborre
- Braxen
- Gärs
- Gädda
- Lake
- Löja
- Mört
- Nors
- Siklöja
- Gös